# Галайчук Богдан-Тадей
Богдан-Тадей Галайчук (англ. Bohdan Tadej Halajczuk, Halajčuk, Bohdan-Tadej Volodymyrovyč, * 21 липня 1911, с. Угерсько, (нині Стрийський район, Львівська область) — † 31 серпня 1974, Буенос-Айрес) — український правник, політолог, публіцист, працював в Українському вільному університеті та в інших університетах, член Наукового Товариства ім. Т. Г. Шевченка.

## З життєпису
Народився в сім'ї священика о. Володимира та Наталії Горалевич.
Після закінчення Стрийської гімназії, у 1931 виїхав до Бельгії, де навчався у Католицькому університеті, згодом здобув ступені доктора політичних наук в Інсбруку і доктора правознавства в Мюнхені.
1942 року перед УПА стояла потреба створення власної радіостанції для передачі в світ правдивих відомостей про національно-визвольну боротьбу українців проти німецьких і радянських окупантів. На початку 1943 радіоапаратуру купили і переправили на Стрийщину, до села Ямельниця. Після модифікації та вдосконалення радіопередавача, радіостанція «Самостійна Україна» (інші назви «Вільна Україна», «Афродита») запрацювала. Одним із редакторів радіопрограм був Богдан Галайчук.
З 1949 проживав у Буенос-Айресі, де викладав міжнародне право на факультеті права Аргентинського католицького університету (професор) і в Університеті Бельграно, був головою філії Католицького університету ім. Папи Климентія.
Працював викладачем суспільних наук в УКУ в Римі. Від 1963 — професор міжнародного публічного права, викладав у державних університетах у Сальвадорі, Перу, Венесуелі, Еквадорі, ін., на спеціальних курсах у МЗС Аргентини.
Автор праць з історії міжнародного права, зокрема студій, присвячених правовому статусу України після Другої світової війни, та історії дипломатії, видав підручник з міжнародного права.
Був учасником IV Конгресу Світової Федерації Католицької Молоді, Стокгольмського Міжнародного Конгресу Істориків (1960), членом Гамбурзької Конференції Міжнародної Асоціації Правників.